# Euxoa lugubris
Euxoa lugubris là một loài bướm đêm trong họ Noctuidae.